# Parapolyacanthia trifolium
Parapolyacanthia trifolium är en skalbaggsart som först beskrevs av Fauvel 1906.  Parapolyacanthia trifolium ingår i släktet Parapolyacanthia och familjen långhorningar. Inga underarter finns listade i Catalogue of Life.